# Uleholmen
Uleholmen est un petite île de la commune de Færder , dans le comté de Vestfold en Norvège.

## Description
Uleholmen est situé à l'extrême sud de Hvasser. L'île a des bâtiments, mais n'a probablement jamais eu d'établissement permanent. Dans le passé, le port d'Uleholmen était un lieu de rassemblement pour les pêcheurs de maquereaux  qui étaient vendu aux acheteurs qui transportaient le poisson sur le marché des villes.
Uleholmen est une île populaire pour les plaisanciers dans l'Oslofjord extérieur. La zone portuaire est un monument culturel inscrit.

## Aire protégée
Uleholmen est devenu une partie du parc national de Færder en 2013, et l'île était auparavant dans la Zone de conservation du paysage Ormø–Færder 